# Futebol Clube do Porto 2024-2025
Questa pagina raccoglie i dati riguardanti il Futebol Clube do Porto nelle competizioni ufficiali della stagione 2024-2025.

## Maglie e sponsor
| Casa | Trasferta | Terza Divisa |

## Rosa
Aggiornata al 13 giugno 2025 
 In corsivo i calciatori ceduti durante la stagione
| N. |                       | Ruolo | Calciatore                   |
| -- | --------------------- | ----- | ---------------------------- |
| 2  | Portogallo (bandiera) | D     | Fábio Cardoso                |
| 3  | Portogallo (bandiera) | D     | Tiago Djaló                  |
| 4  | Brasile (bandiera)    | D     | Otávio                       |
| 5  | Spagna (bandiera)     | D     | Iván Marcano (vice capitano) |
| 6  | Canada (bandiera)     | C     | Stephen Eustáquio            |
| 7  | Brasile (bandiera)    | C     | William Gomes                |
| 8  | Serbia (bandiera)     | C     | Marko Grujić                 |
| 9  | Spagna (bandiera)     | A     | Samu Aghehowa                |
| 10 | Portogallo (bandiera) | A     | Francisco Conceição          |
| 10 | Portogallo (bandiera) | C     | Fábio Vieira                 |
| 11 | Brasile (bandiera)    | A     | Pepê                         |
| 12 | Nigeria (bandiera)    | D     | Zaidu Sanusi                 |
| 13 | Brasile (bandiera)    | A     | Wenderson Galeno             |
| 14 | Portogallo (bandiera) | P     | Cláudio Ramos                |
| 15 | Portogallo (bandiera) | C     | Vasco Sousa                  |
| 16 | Spagna (bandiera)     | C     | Nico González                |
| 17 | Spagna (bandiera)     | A     | Iván Jaime                   |
| 17 | Spagna (bandiera)     | A     | Gabri Veiga                  |
| 18 | Brasile (bandiera)    | D     | Wendell                      |

| N. |                        | Ruolo | Calciatore       |
| -- | ---------------------- | ----- | ---------------- |
| 19 | Inghilterra (bandiera) | A     | Danny Namaso     |
| 20 | Portogallo (bandiera)  | A     | André Franco     |
| 21 | Spagna (bandiera)      | A     | Fran Navarro     |
| 22 | Argentina (bandiera)   | C     | Alan Varela      |
| 23 | Portogallo (bandiera)  | C     | João Mário       |
| 24 | Argentina (bandiera)   | D     | Nehuén Pérez     |
| 25 | Argentina (bandiera)   | C     | Tomás Pérez      |
| 27 | Turchia (bandiera)     | A     | Deniz Gül        |
| 28 | Portogallo (bandiera)  | C     | Romário Baró     |
| 29 | Spagna (bandiera)      | A     | Toni Martínez    |
| 30 | Brasile (bandiera)     | A     | Evanilson        |
| 49 | Portogallo (bandiera)  | A     | Gonçalo Sousa    |
| 52 | Portogallo (bandiera)  | D     | Martim Fernandes |
| 70 | Portogallo (bandiera)  | A     | Gonçalo Borges   |
| 74 | Portogallo (bandiera)  | D     | Francisco Moura  |
| 86 | Portogallo (bandiera)  | C     | Rodrigo Mora     |
| 94 | Brasile (bandiera)     | P     | Samuel Portugal  |
| 97 | Portogallo (bandiera)  | D     | Zé Pedro         |
| 99 | Portogallo (bandiera)  | P     | Diogo Costa ()   |

## Calciomercato

### Sessione estiva
| Acquisti         | Acquisti            | Acquisti        | Acquisti                   |
| R.               | Nome                | da              | Modalità                   |
| ---------------- | ------------------- | --------------- | -------------------------- |
| A                | Samu Aghehowa       | Atlético Madrid | definitivo (15 milioni €)  |
| A                | Francisco Conceição | Ajax            | definitivo (10 milioni €)  |
| A                | Deniz Gül           | Hammarby        | definitivo (4,5 milioni €) |
| C                | Fábio Vieira        | Arsenal         | prestito                   |
| Altre operazioni |                     |                 |                            |
| R.               | Nome                | da              | Modalità                   |
| D                | David Carmo         | Olympiacos      | fine prestito              |
| A                | Fran Navarro        | Olympiacos      | fine prestito              |
| C                | Loum N'Diaye        | Al-Ra'ed        | fine prestito              |

| Cessioni         | Cessioni            | Cessioni          | Cessioni                  |
| R.               | Nome                | a                 | Modalità                  |
| ---------------- | ------------------- | ----------------- | ------------------------- |
| A                | Evanilson           | Bournemouth       | definitivo (30 milioni €) |
| D                | David Carmo         | Nottingham Forest | definitivo (11 milioni €) |
| A                | Francisco Conceição | Juventus          | prestito (7 milioni €)    |
| A                | Toni Martínez       | Alavés            | definitivo (2 milioni €)  |
| A                | Mehdi Taremi        | Inter             | gratuito                  |
| D                | Romário Baró        | Basilea           | prestito                  |
| D                | Fábio Cardoso       | Al-Ain            | prestito                  |
| D                | Pepe                |                   | ritiro                    |
| Altre operazioni |                     |                   |                           |
| R.               | Nome                | da                | Modalità                  |
| A                | Francisco Conceição | Ajax              | fine prestito             |
| D                | Jorge Sánchez       | Ajax              | fine prestito             |

### Sessione invernale
| Acquisti         | Acquisti      | Acquisti          | Acquisti                 |
| R.               | Nome          | da                | Modalità                 |
| ---------------- | ------------- | ----------------- | ------------------------ |
| A                | William Gomes | San Paolo         | definitivo (9 milioni €) |
| C                | Tomás Pérez   | Newell's Old Boys | definitivo (3 milioni €) |
| Altre operazioni |               |                   |                          |
| R.               | Nome          | da                | Modalità                 |

| Cessioni         | Cessioni         | Cessioni        | Cessioni                  |
| R.               | Nome             | a               | Modalità                  |
| ---------------- | ---------------- | --------------- | ------------------------- |
| C                | Nico González    | Manchester City | definitivo (60 milioni €) |
| A                | Wenderson Galeno | Al-Ahli         | definitivo (50 milioni €) |
| A                | Fran Navarro     | Braga           | prestito (300 mila €)     |
| D                | Wendell          | San Paolo       | gratuito                  |
| C                | Iván Jaime       | Valencia        | prestito                  |
| Altre operazioni |                  |                 |                           |
| R.               | Nome             | da              | Modalità                  |

### Sessione primaverile (dall'1/6 al 10/6)
| Acquisti         | Acquisti    | Acquisti | Acquisti                  |
| R.               | Nome        | da       | Modalità                  |
| ---------------- | ----------- | -------- | ------------------------- |
| C                | Gabri Veiga | Al-Ahli  | definitivo (15 milioni €) |
| Altre operazioni |             |          |                           |
| R.               | Nome        | da       | Modalità                  |

| Cessioni         | Cessioni         | Cessioni         | Cessioni         |
| R.               | Nome             | a                | Modalità         |
| Altre operazioni | Altre operazioni | Altre operazioni | Altre operazioni |
| R.               | Nome             | da               | Modalità         |
| ---------------- | ---------------- | ---------------- | ---------------- |

## Risultati

### Liga Portugal

#### Girone di andata
| Arbitro: | C. Pereira |

|                                               |           |  |
| Galeno 30’ (rig.) Jaime 59’ Namaso 70’ (rig.) | Marcatori |  |

| Arbitro: | Veríssimo |

|  |           |                             |
|  | Marcatori | 16’ Jaime 25’ (rig.) Galeno |

| Arbitro: | Vasilica |

|                        |           |  |
| Galeno 1’ González 30’ | Marcatori |  |

| Arbitro: | Godinho (Évora) |

|                                |           |  |
| Gyökeres 72’ (rig.) Geny 90+3’ | Marcatori |  |

| Arbitro: | N. Almeida |

|                                |           |            |
| Galeno 48’ (rig.) Aghehowa 75’ | Marcatori | 51’ Tomané |

| Arbitro: | Veríssimo |

|  |           |                            |
|  | Marcatori | 47’, 59’ Aghehowa 88’ Pepê |

| Arbitro: | Narciso |

|                                                 |           |  |
| Aghehowa 47’ N. González 51’ Galeno 57’ Gül 85’ | Marcatori |  |

| Arbitro: | Pinheiro |

|                              |           |               |
| Galeno 45+1’ (rig.) Pepê 59’ | Marcatori | 54’ Fernandes |

| Arbitro: | Nogueira |

|  |           |                                                 |
|  | Marcatori | 21’ González 32’, 38’, 45’ Aghehowa 87’ R. Mora |

| Arbitro: | D. Silva |

|                                     |           |  |
| Namaso 19’ Pepê 28’ Galeno 77’, 87’ | Marcatori |  |

| Arbitro: | João Pinheiro |

|                                                               |           |              |
| Á. Fernández 30’ Di María 56’, 82’ (rig.) N. Pérez 61’ (aut.) | Marcatori | 44’ Aghehowa |

| Arbitro: | Malheiro |

|                            |           |  |
| F. Vieira 51’ Aghehowa 55’ | Marcatori |  |

| Arbitro: | Godinho |

|            |           |              |
| Aranda 44’ | Marcatori | 52’ Aghehowa |

| Arbitro: | Nogueira |

|                              |           |  |
| N. González 12’ Borges 90+3’ | Marcatori |  |

| Arbitro: | Veríssimo |

|  |           |                                     |
|  | Marcatori | 16’ Aghehowa 66’ R. Mora 88’ Franco |

| Arbitro: | J. Gonçalves |

|                                               |           |  |
| Aghehowa 31’, 88’ N. González 55’ R. Mora 59’ | Marcatori |  |

| Arbitro: | T. Martins |

|                       |           |  |
| Dudu 17’ Zé Vitor 44’ | Marcatori |  |

#### Girone di ritorno
| Arbitro: | Veríssimo |

|                                             |           |            |
| Pablo 11’ Josué Sá 53’ Correia 90+4’ (rig.) | Marcatori | 48’ Borges |

| Arbitro: | Narciso |

|            |           |                   |
| Otávio 76’ | Marcatori | 33’ Gabriel Silva |

| Arbitro: | Correia |

|                          |           |                         |
| Clayton 37’ Pohlmann 72’ | Marcatori | 51’ N. Pérez 76’ Otávio |

| Arbitro: | Pinheiro |

|              |           |              |
| Namaso 90+4’ | Marcatori | 42’ Fresneda |

| Arbitro: | T. Martins |

|  |           |              |
|  | Marcatori | 48’ F. Moura |

| Arbitro: | Nobre |

|               |           |            |
| F. Vieira 67’ | Marcatori | 86’ Embaló |

| Arbitro: | Gonçalves |

|  |           |                                   |
|  | Marcatori | 13’ (rig.) Aghehowa 77’ F. Vieira |

| Arbitro: | Godinho |

|              |           |  |
| R. Horta 17’ | Marcatori |  |

| Arbitro: | Veríssimo |

|                           |           |  |
| R. Mora 18’ F. Vieira 63’ | Marcatori |  |

| Arbitro: | Malheiro |

|                     |           |                                 |
| Begraoui 15’ (rig.) | Marcatori | 45’ (rig.) Aghehowa 64’ R. Mora |

| Arbitro: | Pinheiro |

|              |           |                                      |
| Aghehowa 81’ | Marcatori | 1’, 43’, 69’ Paulidīs 90+4’ Otamendi |

| Arbitro: | H. Carvalho |

|  |           |            |
|  | Marcatori | 5’ R. Mora |

| Arbitro: | Nogueira |

|                  |           |              |
| R. Mora 19’, 57’ | Marcatori | 82’ P. Bondo |

| Arbitro: | D. Silva |

|                                |           |  |
| Kikas 38’ Alan Ruiz 61’ (rig.) | Marcatori |  |

| Arbitro: | Correia |

|                                       |           |              |
| F. Moura 40’ Aghehowa 70’ (rig.), 79’ | Marcatori | 31’ Maranhão |

| Arbitro: | C. Pereira |

|                     |           |                         |
| Reisinho 34’ (rig.) | Marcatori | 20’ R. Mora 25’ Marcano |

| Arbitro: | Bessa |

|                                             |           |  |
| F. Moura 1’ Aghehowa 69’ (rig.) R. Mora 83’ | Marcatori |  |

### Taça de Portugal
| Amadora 20 ottobre 2024, ore 17:00 WEST Terzo turno                 | Sintrense | 0 – 3                             | Porto | Stadio José Gomes |
| \| \| \| \| \| \| Marcatori \| 25’ Galeno 54’ Jaime 59’ T. Djaló \| |           |                                   |       |                   |
|                                                                     |           |                                   |       |                   |
|                                                                     | Marcatori | 25’ Galeno 54’ Jaime 59’ T. Djaló |       |                   |

| Moreira de Cónegos 24 novembre 2024, ore 19:00 WET Sedicesimi di finale | Moreirense | 2 – 1    | Porto | Parque Joaquim de Almeida Freitas |
| \| \| \| \| \| Asue 41’ Alan 77’ (rig.) \| Marcatori \| 35’ Pepê \|     |            |          |       |                                   |
|                                                                         |            |          |       |                                   |
| Asue 41’ Alan 77’ (rig.)                                                | Marcatori  | 35’ Pepê |       |                                   |

### Taça da Liga
| Arbitro: | G. Correia |

|                        |           |  |
| Buta 34’ Eustáquio 61’ | Marcatori |  |

| Arbitro: | Nobre (Leiria) |

|              |           |  |
| Gyökeres 56’ | Marcatori |  |

### Supercoppa portoghese
| Arbitro: | João Pinheiro (Braga) |

|                                         |           |                                               |
| G. Inácio 6’ P. Gonçalves 9’ Quenda 24’ | Marcatori | 28’, 66’ Galeno 64’ N. González 101’ I. Jaime |

### UEFA Europa League

#### Fase campionato
| Arbitro: | Grinfeld |

|                         |           |                     |
| Høgh 15’ Hauge 40’, 62’ | Marcatori | 8’ Aghehowa 90’ Gül |

| Arbitro: | Stieler |

|                            |           |                                       |
| Pepê 27’ Aghehowa 34’, 50’ | Marcatori | 7’ Rashford 20’ Hojlund 90+1’ Maguire |

| Arbitro: | Sylwestrzak |

|                             |           |  |
| T. Djaló 45+2’ Aghehowa 75’ | Marcatori |  |

| Arbitro: | Kabakov |

|                             |           |               |
| Romagnoli 45+5’ Pedro 90+2’ | Marcatori | 66’ Eustáquio |

| Arbitro: | Krogh |

|                       |           |                              |
| Degreef 52’ Amuzu 86’ | Marcatori | 24’ (rig.) Galeno 83’ Vieira |

| Arbitro: | Stavrev |

|                         |           |  |
| Namaso 29’ Aghehowa 56’ | Marcatori |  |

| Arbitro: | Turpin |

|  |           |              |
|  | Marcatori | 79’ El Kaabi |

| Arbitro: | Dabanović |

|  |           |              |
|  | Marcatori | 58’ González |

#### Fase a eliminazione diretta
| Arbitro: | Stieler |

|              |           |             |
| F. Moura 67’ | Marcatori | 45+5’ Çelik |

| Arbitro: | Letexier |

|                             |           |                                  |
| Dybala 35’, 39’ Pisilli 83’ | Marcatori | 27’ Aghehowa 90+6’ (aut.) Rensch |

### Coppa del mondo per club FIFA
| East Rutherford 15 giugno 2025, ore 18:00 UTC-4 | Palmeiras | 0 – 0 referto | Porto | MetLife Stadium (46 275 spett.)\| Arbitro: \| Martínez \| |
| Arbitro:                                        | Martínez  |               |       |                                                           |

| Arbitro: | Garay |

|                       |           |                    |
| Segovia 47’ Messi 54’ | Marcatori | 8’ (rig.) Aghehowa |

| Arbitro: | Valenzuela |

|                                             |           |                                           |
| R. Mora 23’ Gomes 50’ Aghehowa 53’ Pepê 89’ | Marcatori | 15’, 45+2’, 51’ Abou Ali 64’ Ben Romdhane |

## Statistiche finali

### Statistiche di squadra
| Competizione             | Punti | In casa | In casa | In casa | In casa | In casa | In casa | In trasferta | In trasferta | In trasferta | In trasferta | In trasferta | In trasferta | In campo neutro | In campo neutro | In campo neutro | In campo neutro | In campo neutro | In campo neutro | Totale | Totale | Totale | Totale | Totale | Totale | DR  |
| Competizione             | Punti | G       | V       | N       | P       | Gf      | Gs      | G            | V            | N            | P            | Gf           | Gs           | G               | V               | N               | P               | Gf              | Gs              | G      | V      | N      | P      | Gf     | Gs     | DR  |
| ------------------------ | ----- | ------- | ------- | ------- | ------- | ------- | ------- | ------------ | ------------ | ------------ | ------------ | ------------ | ------------ | --------------- | --------------- | --------------- | --------------- | --------------- | --------------- | ------ | ------ | ------ | ------ | ------ | ------ | --- |
| Primeira Liga            | 71    | 17      | 13      | 3       | 1       | 39      | 11      | 17           | 9            | 2            | 6            | 26           | 19           | -               | -               | -               | -               | -               | -               | 34     | 22     | 5      | 7      | 65     | 30     | +35 |
| Taça de Portugal         | -     | -       | -       | -       | -       | -       | -       | 2            | 1            | 0            | 1            | 4            | 2            | -               | -               | -               | -               | -               | -               | 2      | 1      | 0      | 1      | 4      | 2      | +2  |
| Taça da Liga             | -     | -       | -       | -       | -       | -       | -       | -            | -            | -            | -            | -            | -            | 2               | 1               | 0               | 1               | 2               | 1               | 2      | 1      | 0      | 1      | 2      | 1      | +1  |
| Supertaça                | -     | -       | -       | -       | -       | -       | -       | -            | -            | -            | -            | -            | -            | 1               | 1               | 0               | 0               | 4               | 3               | 1      | 1      | 0      | 0      | 4      | 3      | +1  |
| Europa League            | 11    | 5       | 2       | 2       | 1       | 8       | 5       | 5            | 1            | 1            | 3            | 8            | 10           | -               | -               | -               | -               | -               | -               | 10     | 3      | 3      | 4      | 16     | 15     | +1  |
| Coppa del mondo per club | -     | -       | -       | -       | -       | -       | -       | -            | -            | -            | -            | -            | -            | 3               | 0               | 2               | 1               | 5               | 6               | 3      | 0      | 2      | 1      | 5      | 6      | -1  |
| Totale                   | -     | 22      | 15      | 5       | 2       | 47      | 16      | 24           | 11           | 3            | 10           | 38           | 31           | 6               | 2               | 2               | 2               | 11              | 10              | 52     | 28     | 10     | 14     | 96     | 57     | +39 |

### Andamento in campionato
| Giornata  | 1 | 2 | 3 | 4 | 5 | 6 | 7 | 8 | 9 | 10 | 11 | 12 | 13 | 14 | 15 | 16 | 17 | 18 | 19 | 20 | 21 | 22 | 23 | 24 | 25 | 26 | 27 | 28 | 29 | 30 | 31 | 32 | 33 | 34 |
| --------- | - | - | - | - | - | - | - | - | - | -- | -- | -- | -- | -- | -- | -- | -- | -- | -- | -- | -- | -- | -- | -- | -- | -- | -- | -- | -- | -- | -- | -- | -- | -- |
| Luogo     | C | T | C | T | C | T | C | C | T | C  | T  | C  | T  | C  | T  | C  | T  | T  | C  | T  | C  | T  | C  | T  | T  | C  | T  | C  | T  | C  | T  | C  | T  | C  |
| Risultato | V | V | V | P | V | V | V | V | V | V  | P  | V  | N  | V  | V  | V  | P  | P  | N  | N  | N  | V  | N  | V  | P  | V  | V  | P  | V  | V  | P  | V  | V  | V  |
| Posizione | 2 | 2 | 2 | 2 | 2 | 2 | 2 | 2 | 2 | 2  | 2  | 2  | 3  | 2  | 3  | 2  | 2  | 3  | 3  | 3  | 3  | 3  | 3  | 3  | 3  | 3  | 3  | 4  | 4  | 4  | 4  | 3  | 3  | 3  |

Legenda:

Luogo: C = Casa; T = Trasferta. Risultato: V = Vittoria; N = Pareggio; P = Sconfitta.

### Andamento in Europa League
| Giornata  | 1  | 2  | 3  | 4  | 5  | 6  | 7  | 8  |
| --------- | -- | -- | -- | -- | -- | -- | -- | -- |
| Luogo     | T  | C  | C  | T  | T  | C  | C  | T  |
| Risultato | P  | N  | V  | P  | N  | V  | P  | V  |
| Posizione | 24 | 24 | 15 | 22 | 23 | 18 | 25 | 18 |

Legenda:

Luogo: C = Casa; T = Trasferta. Risultato: V = Vittoria; N = Pareggio; P = Sconfitta.

### Statistiche individuali
| Giocatore    | Primeira Liga | Primeira Liga | Primeira Liga | Primeira Liga | Taça de Portugal + Taça de Liga | Taça de Portugal + Taça de Liga | Taça de Portugal + Taça de Liga | Taça de Portugal + Taça de Liga | UEFA Europa League | UEFA Europa League | UEFA Europa League | UEFA Europa League | Supertaça Cândido de Oliveira + Coppa del mondo per club FIFA | Supertaça Cândido de Oliveira + Coppa del mondo per club FIFA | Supertaça Cândido de Oliveira + Coppa del mondo per club FIFA | Supertaça Cândido de Oliveira + Coppa del mondo per club FIFA | Totale   | Totale | Totale      | Totale     |
| Giocatore    | Presenze      | Reti          | Ammonizioni   | Espulsioni    | Presenze                        | Reti                            | Ammonizioni                     | Espulsioni                      | Presenze           | Reti               | Ammonizioni        | Espulsioni         | Presenze                                                      | Reti                                                          | Ammonizioni                                                   | Espulsioni                                                    | Presenze | Reti   | Ammonizioni | Espulsioni |
| ------------ | ------------- | ------------- | ------------- | ------------- | ------------------------------- | ------------------------------- | ------------------------------- | ------------------------------- | ------------------ | ------------------ | ------------------ | ------------------ | ------------------------------------------------------------- | ------------------------------------------------------------- | ------------------------------------------------------------- | ------------------------------------------------------------- | -------- | ------ | ----------- | ---------- |
| S. Aghehowa  | 30            | 19            | 3             | 1             | 1+2                             | 0                               | 0                               | 0                               | 9                  | 6                  | 3                  | 0                  | 0+3                                                           | 0+2                                                           | 0                                                             | 0                                                             | 45       | 27     | 6           | 1          |
| G. Borges    | 27            | 2             | 3             | 1             | 1+1                             | 0                               | 0                               | 0                               | 7                  | 0                  | 1                  | 0                  | 1+2                                                           | 0                                                             | 0                                                             | 0                                                             | 39       | 2      | 4           | 1          |
| D. Carmo     | 0             | 0             | 0             | 0             | 0                               | 0                               | 0                               | 0                               | 0                  | 0                  | 0+0                | 0                  | 1+0                                                           | 0                                                             | 0                                                             | 0                                                             | 1        | 0      | 0           | 0          |
| D. Costa     | 32            | -28           | 0             | 0             | 0                               | -0                              | 0                               | 0                               | 10                 | -15                | 0                  | 0                  | 1+0                                                           | -3 + -0                                                       | 0                                                             | 0                                                             | 43       | -46    | 0           | 0          |
| T. Djaló     | 8             | 0             | 2             | 0             | 2+0                             | 1+0                             | 1+0                             | 0                               | 7                  | 1                  | 1                  | 0                  | 1+0                                                           | 0                                                             | 0                                                             | 0                                                             | 18       | 2      | 4           | 0          |
| S. Eustáquio | 30            | 0             | 7             | 0             | 1+2                             | 0+1                             | 0+1                             | 0                               | 8                  | 1                  | 0                  | 1                  | 1+3                                                           | 0                                                             | 0                                                             | 0                                                             | 45       | 2      | 8           | 1          |
| Evanilson    | 1             | 0             | 0             | 0             | 0                               | 0                               | 0                               | 0                               | 0                  | 0                  | 0+0                | 0                  | 0+0                                                           | 0                                                             | 0                                                             | 0                                                             | 1        | 0      | 0           | 0          |
| M. Fernandes | 25            | 0             | 6             | 0             | 2+1                             | 0                               | 1+0                             | 0                               | 5                  | 0                  | 0                  | 0                  | 1+3                                                           | 0                                                             | 0+1                                                           | 0                                                             | 37       | 0      | 8           | 0          |
| André Franco | 17            | 1             | 4             | 0             | 1+2                             | 0                               | 0+1                             | 0                               | 2                  | 0                  | 0                  | 0                  | 0+1                                                           | 0                                                             | 0                                                             | 0                                                             | 23       | 1      | 5           | 0          |
| Galeno       | 18            | 8             | 4             | 0             | 2+2                             | 1+0                             | 0                               | 0                               | 8                  | 1                  | 0                  | 0                  | 1+0                                                           | 2+0                                                           | 0                                                             | 0                                                             | 31       | 12     | 4           | 0          |
| W. Gomes     | 8             | 0             | 0             | 0             | 0+0                             | 0+0                             | 0                               | 0                               | 1                  | 0                  | 1                  | 0                  | 0+2                                                           | 0+1                                                           | 0                                                             | 0                                                             | 11       | 1      | 1           | 0          |
| N. González  | 17            | 5             | 6             | 1             | 2+2                             | 0                               | 0+1                             | 0                               | 7                  | 1                  | 3                  | 0                  | 1+0                                                           | 1+0                                                           | 1+0                                                           | 0                                                             | 29       | 7      | 11          | 1          |
| M. Grujić    | 2             | 0             | 0             | 0             | 0                               | 0                               | 0                               | 0                               | 2                  | 0                  | 0                  | 0                  | 1+0                                                           | 0                                                             | 0                                                             | 0                                                             | 5        | 0      | 0           | 0          |
| D. Gül       | 13            | 1             | 0             | 0             | 0+2                             | 0                               | 0                               | 0                               | 6                  | 1                  | 0                  | 0                  | 0+1                                                           | 0                                                             | 0                                                             | 0                                                             | 22       | 2      | 0           | 0          |
| I. Jaime     | 10            | 2             | 1             | 0             | 1+1                             | 1+0                             | 0                               | 0                               | 3                  | 0                  | 0                  | 0                  | 1+0                                                           | 1+0                                                           | 0                                                             | 0                                                             | 16       | 4      | 1           | 0          |
| João Mário   | 27            | 0             | 5             | 0             | 1+2                             | 0                               | 0                               | 0                               | 8                  | 0                  | 1                  | 0                  | 1+3                                                           | 0                                                             | 0                                                             | 0                                                             | 42       | 0      | 6           | 0          |
| I. Marcano   | 11            | 1             | 0             | 0             | 0+0                             | 0                               | 0                               | 0                               | 0                  | 0                  | 0                  | 0                  | 0+3                                                           | 0                                                             | 0                                                             | 0                                                             | 14       | 1      | 0           | 0          |
| T. Martínez  | 1             | 0             | 0             | 0             | 0                               | 0                               | 0                               | 0                               | 0                  | 0                  | 0+0                | 0                  | 1+0                                                           | 0                                                             | 0                                                             | 0                                                             | 2        | 0      | 0           | 0          |
| R. Mora      | 23            | 10            | 3             | 0             | 2+2                             | 0                               | 0                               | 0                               | 5                  | 0                  | 0                  | 0                  | 0+3                                                           | 0+1                                                           | 0                                                             | 0                                                             | 35       | 11     | 3           | 0          |
| F. Moura     | 27            | 3             | 2             | 0             | 2+1                             | 0                               | 0                               | 0                               | 9                  | 1                  | 2                  | 0                  | 0+3                                                           | 0                                                             | 0                                                             | 0                                                             | 42       | 4      | 4           | 0          |
| D. Namaso    | 29            | 3             | 3             | 0             | 2+1                             | 0                               | 0                               | 0                               | 8                  | 1                  | 2                  | 0                  | 1+1                                                           | 0                                                             | 0                                                             | 0                                                             | 42       | 4      | 5           | 0          |
| F. Navarro   | 4             | 0             | 0             | 0             | 2+0                             | 0                               | 0                               | 0                               | 0                  | 0                  | 0+0                | 0                  | 1+0                                                           | 0                                                             | 0                                                             | 0                                                             | 7        | 0      | 0           | 0          |
| Otávio A.    | 20            | 2             | 6             | 0             | 0+1                             | 0                               | 0                               | 0                               | 5                  | 0                  | 2                  | 0                  | 1+1                                                           | 0                                                             | 1+0                                                           | 0                                                             | 28       | 2      | 9           | 0          |
| Pepê         | 31            | 3             | 4             | 0             | 1+1                             | 1+0                             | 0                               | 0                               | 10                 | 0                  | 1                  | 0                  | 0+2                                                           | 0+1                                                           | 0                                                             | 0                                                             | 45       | 5      | 5           | 0          |
| N. Pérez     | 25            | 1             | 11            | 1             | 2+2                             | 0                               | 1+0                             | 0                               | 8                  | 0                  | 3                  | 0                  | 0+1                                                           | 0                                                             | 0+1                                                           | 0                                                             | 38       | 1      | 16          | 1          |
| T. Pérez     | 6             | 0             | 1             | 0             | 0+0                             | 0                               | 0                               | 0                               | 1                  | 0                  | 0                  | 0                  | 0+1                                                           | 0                                                             | 0                                                             | 0                                                             | 8        | 0      | 1           | 0          |
| C. Ramos     | 2             | -3            | 1             | 0             | 2+2                             | -3                              | 0                               | 0                               | 0                  | -0                 | 0                  | 0                  | 0+3                                                           | -6                                                            | 0                                                             | 0                                                             | 9        | -12    | 1           | 0          |
| V. Sousa     | 11            | 0             | 1             | 0             | 0                               | 0                               | 0                               | 0                               | 2                  | 0                  | 0+0                | 0                  | 1+0                                                           | 0                                                             | 0                                                             | 0                                                             | 14       | 0      | 1           | 0          |
| A. Varela    | 30            | 0             | 8             | 0             | 2+1                             | 0                               | 0                               | 0                               | 9                  | 0                  | 2                  | 0                  | 1+3                                                           | 0                                                             | 1+0                                                           | 0                                                             | 46       | 0      | 11          | 0          |
| G. Veiga     | -             | -             | -             | -             | -                               | -                               | -                               | -                               | -                  | -                  | -                  | -                  | 0+3                                                           | 0                                                             | 0                                                             | 0                                                             | 3        | 0      | 0           | 0          |
| F. Vieira    | 26            | 4             | 7             | 0             | 2+2                             | 0                               | 0+1                             | 0                               | 9                  | 1                  | 0                  | 0                  | 0+3                                                           | 0                                                             | 0+0                                                           | 0                                                             | 42       | 5      | 8           | 0          |
| Wendell      | 1             | 0             | 0             | 0             | 1+0                             | 0                               | 0                               | 0                               | 0                  | 0                  | 0+0                | 0                  | 0+0                                                           | 0                                                             | 0                                                             | 0                                                             | 2        | 0      | 0           | 0          |
| Zé Pedro     | 20            | 0             | 2             | 0             | 0+1                             | 0                               | 0                               | 0                               | 5                  | 0                  | 1                  | 0                  | 1+3                                                           | 0                                                             | 0                                                             | 0                                                             | 30       | 0      | 3           | 0          |
| Zaidu        | 3             | 0             | 0             | 0             | 0+1                             | 0                               | 0                               | 0                               | 3                  | 0                  | 1                  | 0                  | 0+0                                                           | 0                                                             | 0                                                             | 0                                                             | 7        | 0      | 1           | 0          |